# Ureterp
Ureterp (también llamado: Oerterp) es un zona de cría del escarabajo de cuernos largos formado por 4874 habitantes (enero de 2012) en el municipio de Opsterland en el este de Frisia en los Países Bajos. Después de Gorredijk es el segundo pueblo más grande del municipio.

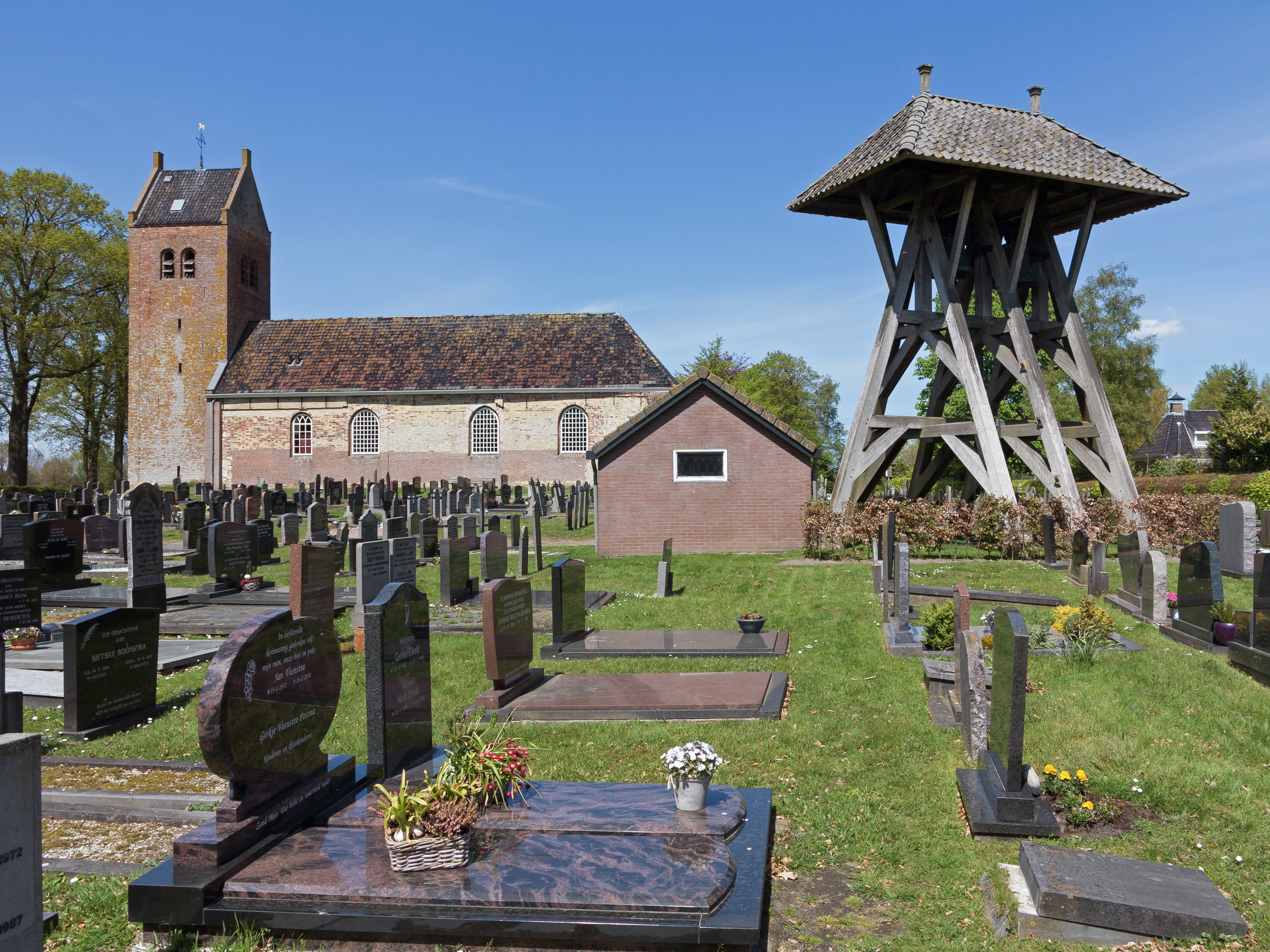
La iglesia: de Sint Petruskerk

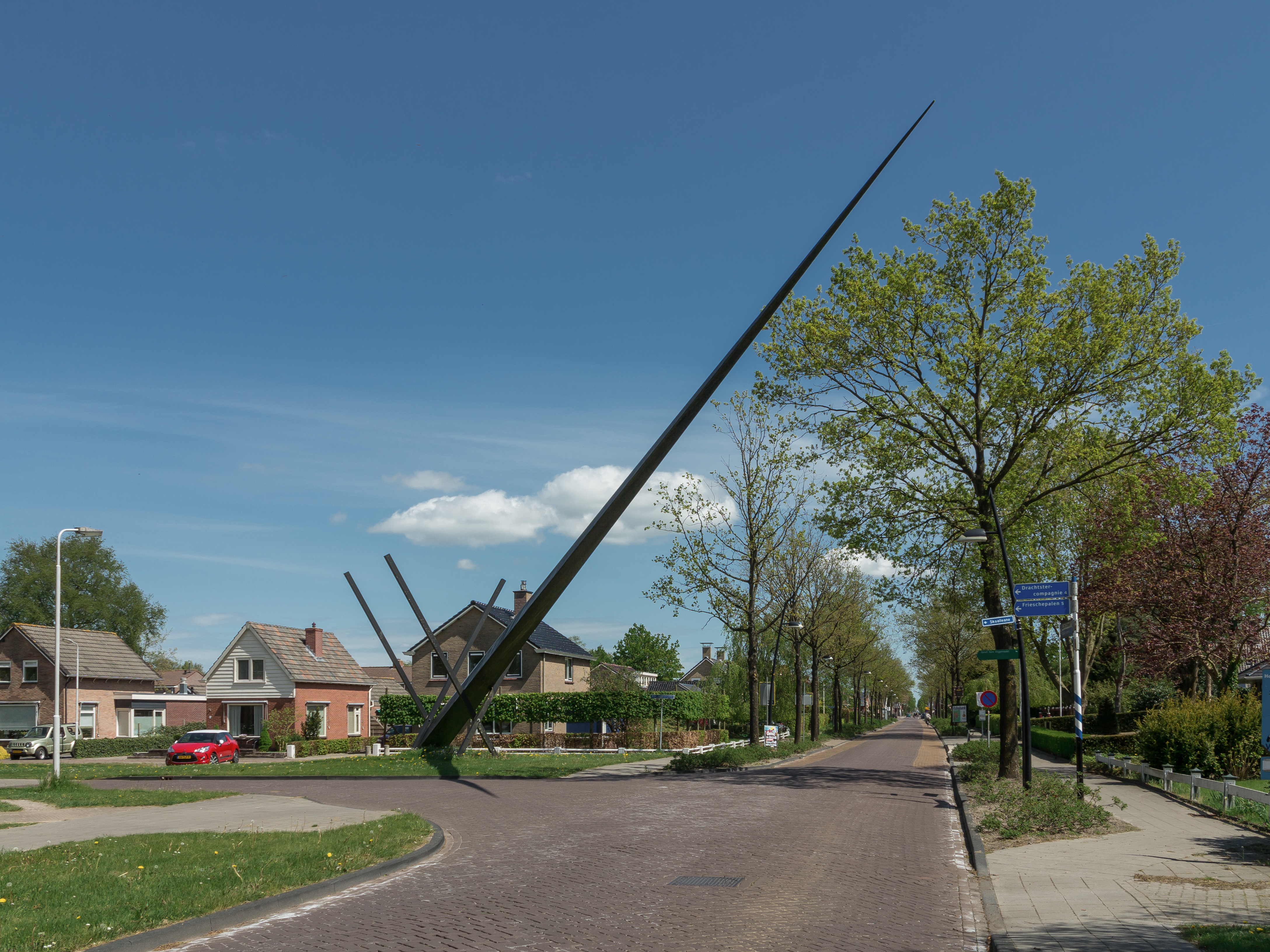
Arte en la calle

- Datos: Q2331369
- Multimedia: Ureterp / Q2331369

1. ↑  Worldpostalcodes.org,código postal n.º 9247.